# Klek (półwysep)
Klek – półwysep w Bośni i Hercegowinie, nad Kanalem Maloga Stona, będącym częścią Morza Adriatyckiego.

## Opis
Jego długość wynosi ok. 7 km, a maksymalna wysokość to 263 m n.p.m. Oblewają go wody zatoki Klek-Neum i Malostonskiego zaljevu, będących częścią adriatyckiego Kanalu Maloga Stona. Półwysep nie posiada stałych mieszkańców. 